# EN 60601-1-9
Die EN 60601-1-9 mit dem Titel „Medizinische elektrische Geräte – Teil 1-9: Allgemeine Festlegungen für die Sicherheit einschließlich der wesentlichen Leistungsmerkmale – Ergänzungsnorm: Anforderungen zur Reduzierung von Umweltauswirkungen“ ist Teil der Normenreihe EN 60601.
Herausgeber der DIN-Norm DIN EN 60601-1-9 ist das Deutsche Institut für Normung.
Die Norm basiert auf der internationalen Fassung IEC 60601-1-9. Im Rahmen des VDE-Normenwerks ist die Norm als VDE 0750-1-9 klassifiziert, siehe DIN-VDE-Normen Teil 7.
Diese Ergänzungsnorm regelt allgemeine Festlegungen für die Anforderungen zur Reduzierung von Umweltauswirkungen.

## Gültigkeit
Die deutsche Ausgabe 9.2008 ist ab ihrem Erscheinungsdatum als Deutsche Norm angenommen. Die aktuelle Fassung (9.2008) ist korrespondierend mit der 3. Ausgabe der DIN EN 60601-1 anzuwenden.

## Anwendungsbereich
„Diese Internationale Norm gilt für die Reduzierung nachteiliger Umweltauswirkungen von medizinischen elektrischen Geräten nachfolgend als ME-Gerät bezeichnet. Medizinische elektrische Systeme sind vom Anwendungsbereich dieser Ergänzungsnorm ausgenommen.“

## Zusatzinformation
Folgende geänderte Anforderungen sind in der EN 60601-1-9 enthalten (Auszug):
- Lebenszyklusanalyse